# Ле-Пале
Ле-Пале (фр. Le Palais, брет. Porzh-Lae) — коммуна в составе департамента Морбиан, одна из четырёх коммун острова Бель-Иль.
Ле-Пале — морской порт. Порт Ле-Пале связан паромными линиями с несколькими другими городами Франции.
Население (2019) — 2 544 человека.

## Достопримечательности
Главная достопримечательность — Цитадель Бель-Иль (также известна как Цитадель Вобана). Эта крепость была основана в 1549 году Франсуа Роганом, и впоследствии неоднократно перестраивалась, в том числе Вобаном. Крепость защищала остров от английских и испанских войск, а также от пиратов. В настоящее время в крепости расположен музей.